# Vantablack

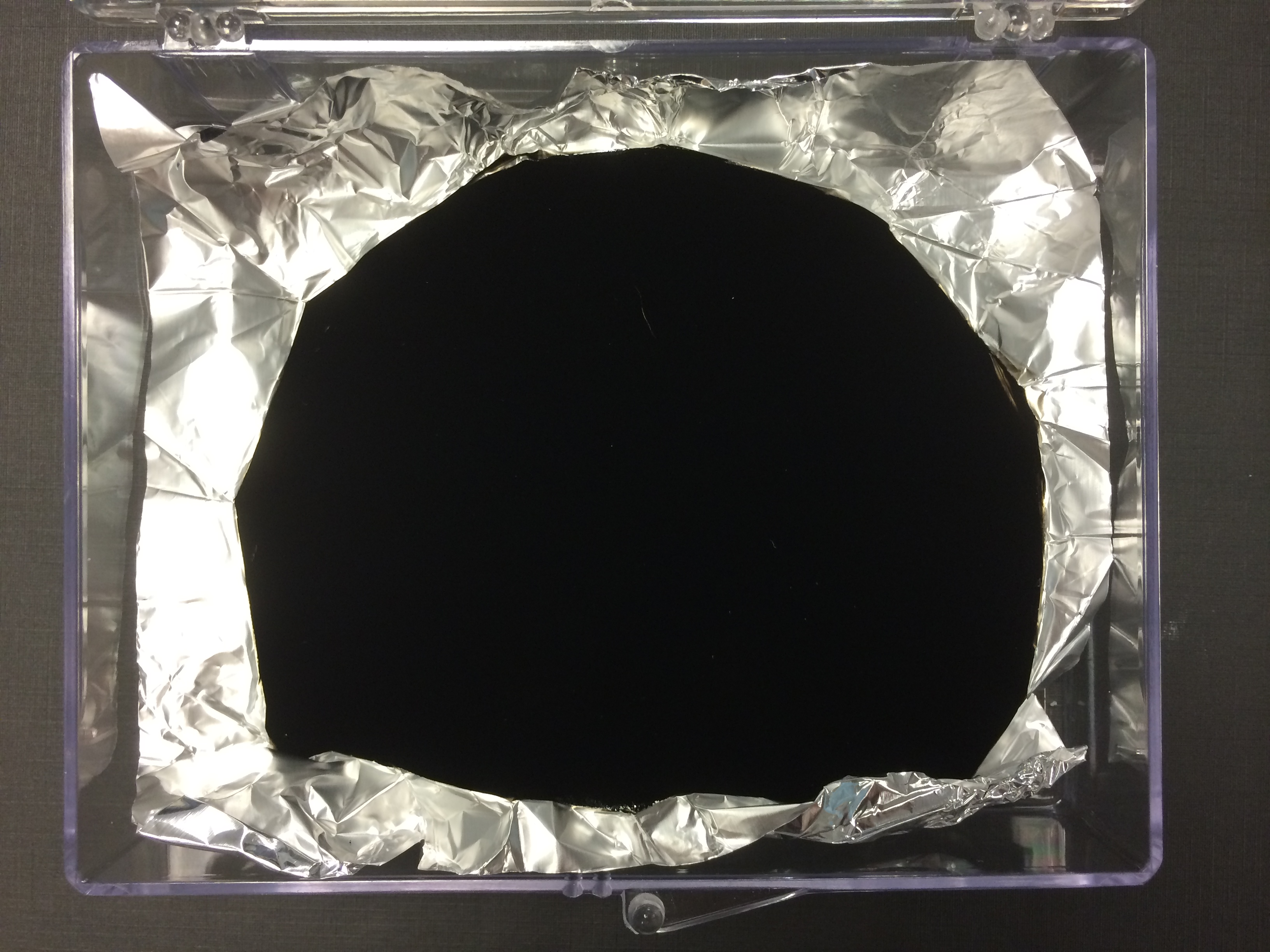
Vantablack

Vantablack (Super Black) – substancja zbudowana z nanorurek węglowych, jedna z najczarniejszych znanych substancji absorbująca więcej niż 99,965% promieniowania w zakresie widzialnym widma. Vantablack stworzyli brytyjscy badacze z National Physical Laboratory.

## Właściwości
Ze względu na pionowe ustawienie nanorurek fotony po przejściu przez nie nie mogą się odbić. Vantablack tworzy się w procesie wzrostu nanorurek węglowych o niskiej temperaturze.

## Zastosowanie
Substancję planuje się wykorzystać w wojskowości i w agencjach kosmicznych. Vantablack miałby być wykorzystywany jako element urządzeń do przetwarzania obrazu oraz do ukrywania samolotów.